# Гантом, Онорэ Жозеф Антуан
Онорэ Жозеф Антуан Гантом (фр. Honoré Joseph Antoine Ganteaume; 13 апреля 1755 — 28 июля 1818) — французский адмирал и пэр Франции.

## Биография
С 14 лет Гантом на судне своего отца совершил несколько плаваний к берегам Леванта и на Антильские острова.
Принятый во флот лейтенантом в 1781 году Гантом неоднократно отличался в войне с англичанами 1778—1783 годов; командуя последовательно несколькими судами, он участвовал во всех морских сражениях на Ост-Индском театре военных действий, а по окончании войны вступил в Ост-Индскую Компанию и совершил ряд плаваний в Китай и Ост-Индию.
С началом следующей англо-французской войны Гантом попал в 1793 году в плен к англичанам, но по обмену пленными вернулся и поступил снова в военный флот.
Получив корабль «Тридцать первое мая», в составе эскадры адмирала Вилларе-Жуайёза, Гантом участвовал в 3-х сражениях с англичанами (адмирал Хоу); трижды раненый, он ни разу не сошел с палубы. Едва оправившись от ран, принял участие в кампании 1794 года, во время которой захватил в плен английский бриг «Scipio». В 1795 году его корабль был переименован в «Républicain» и вошел в состав эскадры адмирала Мартена. В бою при Фрежюсе (у мыса Ноли) против эскадры адмирала Хотама (13—14 марта 1795 года) Гантом особенно отличился, стремительно атаковав английский авангард; только благодаря находчивости самого Хотама, английский корабль «Agamemnon», теснимый Гантомом, избег плена.
В Египетской экспедиции Гантом командовал флагманским кораблём адмирала Брюэса «l’Orient», взорванным в бою; каким-то чудом избежав гибели, тяжело раненый, Гантом остался на уцелевших судах и вскоре, произведённый в контр-адмиралы, был назначен начальником эскадры, оперировавшей у берегов Малой Азии и в устье Нила. Несмотря на свою слабость, эскадра Гантома оказывала сухопутной армии французов возможное содействие в боях при Лерфи, Гацци и во взятии форта Абукир. Когда Бонапарт решил вернуться во Францию, Гантом предоставил в его распоряжение 4 судна и сам провел флотилию через Средиземное море, совершив плавание из Александрии за 40 дней, искусно лавируя и избегая англичан.
После переворота 18 брюмера Бонапарт призвал Гантома в государственный совет. Гордясь удачным исходом своего путешествия, Гантом любил говорить, что он спас Франции её счастье.
В 1801 году Гантом был назначен начальником эскадры, предназначенной для доставки подкреплений Египетской армии французов. Не обладая достаточными силами для борьбы с английским флотом, Гантом долгие месяцы бесплодно крейсировал в Средиземном море, подходил к Александрии и даже приступал к высадке десанта, но выполнить поручение не мог и в конце концов должен был вернуться в Тулон, куда привел 4 английских приза и между ними 74-х пушечный корабль «Swiftsure».
В том же году Гантому было поручено доставить на своей эскадре провиант и припасы для экспедиционного корпуса в Сан-Доминго; эту операцию Гантом выполнил блестящим образом.
В 1802 году Гантом был назначен губернатором Тулона.
В 1804 году, при объявлении империи, Наполеон возвёл Гантома в графское достоинство, произвел его в вице-адмиралы и назначил начальником Брестской эскадры, а в следующем году поставил его во главе экспедиции к Антильским островам. Гантом, высадив войска, должен был идти, по плану операции, к Ла-Маншу, соединившись предварительно с адмиралами Миссиеси и Вильневом. Из-за встречных ветров соединение не удалось, и Гантом вернулся в Брест.
После боя Вильнева с Кальдером у Фероля, Гантом должен был выйти из Бреста и, прорвав блокаду адмирала Корнуолиса, соединиться с Вильневом. Но отступление последнего в Кадис расстроило все планы Наполеона; кампания 1805 года окончилась Трафальгарским сражением, в котором Гантом не участвовал.
В 1808 году Гантом был назначен командующим соединенных эскадр Тулона и Рошфора, с поручением двинуться к острову Корфу и, прорвав блокаду англичан, снабдить гарнизон провиантом и боевыми припасами. В феврале Гантом двинулся в поход и благополучно выполнил миссию, приведя в Тулон захваченный английский фрегат «Proserpine».
После этого Гантом был назначен командующим флотом в Средиземном море, но в виду огромного превосходства английских сил не мог ничего сделать.
В 1809—1815 годах Гантом оставался в относительном бездействии, состоя членом совета при морском министре и заведуя флотом Средиземного моря.
После окончательного падения Наполеона Гантом одним из первых приказал поднять королевский флаг, за что едва не поплатился жизнью. Людовик XVIII назначил Гантома членом палаты пэров.